# Pleuven
Pleuven är en kommun i departementet Finistère i regionen Bretagne i västra Frankrike. Kommunen ligger i kantonen Fouesnant som tillhör arrondissementet Quimper. År 2022 hade Pleuven 3 298 invånare.

## Befolkningsutveckling
Antalet invånare i kommunen Pleuven
Referens:INSEE